# Az utaskísérő – Senkit nem hagy kielégítetlenül
Az utaskísérő – Senkit nem hagy kielégítetlenül (eredeti cím: Larry Gaye: Renegade Male Flight Attendant) 2015-ben bemutatott amerikai filmvígjáték, amelyet Mike Sikowitz forgatókönyvéből Sam Friedlander rendezett.
A főbb szerepekben Mark Feuerstein (aki a film egyik producere is volt), Danny Pudi, Jayma Mays, Patrick Warburton és Rebecca Romijn láthatók. A film zeneszerzője Michael Cohen. A film gyártója a Night and Day Pictures, forgalmazója az Orion Pictures.
Az Amerikai Egyesült Államokban 2015. június 5-én mutatták be a mozikban.

## Cselekmény
Larry Gaye légi utaskísérő, aki felfedezi, hogy az őt alkalmazó légitársaság robot utaskísérőket állított üzembe, mellyel céljuk a vállalati költségek csökkentése. Larry megpróbálja felvenni a versenyt vetélytársaival és bizonyítani, hogy ő a legjobb a szakmájában.

## Szereplők
| Szereplő                    | Színész           | Magyar hang       |
| --------------------------- | ----------------- | ----------------- |
| Larry Gaye                  | Mark Feuerstein   | Karácsonyi Zoltán |
| Nathan Vignes               | Danny Pudi        | Fekete Zoltán     |
| April Elizabeth Farnekowski | Jayma Mays        | Roatis Andrea     |
| Bryce kapitány              | Patrick Warburton | Vass Gábor        |
| Sally                       | Rebecca Romijn    | Végh Judit        |
| Könyvkiadó                  | Stanley Tucci     | Péter Richárd     |
| Stanley Warner              | Henry Winkler     | Áron László       |
| FAFAFA elnöke               | Marcia Gay Harden | Nádasi Veronika   |
| Emily McCoy                 | Molly Shannon     | Agócs Judit       |
| Donnie                      | Griffin Gluck     | Ács Balázs        |